# Athée (Côte-d’Or)
Athée település Franciaországban, Côte-d’Or megyében. Lakosainak száma 794 fő (2022. január 1.). Athée Longchamp, Poncey-lès-Athée, Villers-les-Pots, Auxonne, Magny-Montarlot és Collonges-et-Premières községekkel határos.

## Népesség
A település népességének változása:
| Lakosok száma | 499  | 610  | 593  | 737  | 778  | 771  | 781  | 781  | 782  | 794  |
|               | 1968 | 1982 | 1990 | 2006 | 2013 | 2015 | 2017 | 2019 | 2020 | 2022 |